# Springdale, Utah
Springdale är en kommun (town) i Washington County i delstaten Utah i USA. Vid 2010 års folkräkning hade Springdale 529 invånare.